# Wardner
Wardner é uma cidade localizada no estado americano de Idaho, no Condado de Shoshone.

## Demografia
Segundo o censo americano de 2000, a sua população era de 215 habitantes.
Em 2006, foi estimada uma população de 203, um decréscimo de 12 (-5.6%).

## Geografia
De acordo com o United States Census Bureau tem uma área de
2,2 km², dos quais 2,2 km² cobertos por terra e 0,0 km² cobertos por água.

## Localidades na vizinhança
O diagrama seguinte representa as localidades num raio de 28 km ao redor de Wardner.